# Aquitaine première
Pour les articles homonymes, voir Aquitaine.
IIIe siècle – VIIe siècle
Entités précédentes :
- Gaule aquitaine

Entités suivantes :
- Duché d'Aquitaine

L'Aquitaine première (en latin : Aquitanica prima ou Aquitania prima) était une province de l'Empire romain, constituée au IIIe siècle, sous la Tétrarchie, quand la réforme de Dioclétien a décomposé la grande Gaule aquitaine en trois parties :
- L'Aquitaine première, à l'Est (Massif Central et Berry),
- L'Aquitaine seconde (Aquitanica secunda ou Aquitania secunda), sur la façade atlantique entre l'embouchure de la Gironde et la Loire (Charentes et Poitou),
- La Novempopulanie (Novempopulania) ou Aquitaine troisième (Aquitanica tertia ou Aquitania tertia), entre la Garonne et les Pyrénées),

toutes rattachées au diocèse de Vienne et à la préfecture du prétoire des Gaules.

## Description
D'après la Notice des Gaules (Notitia Galliarum), l'Aquitaine première comprenait, au début du Ve siècle, huit cités : 
- Civitas Albiensiun : Albigeois (Albigenses, Albi), peut-être les Rutènes provinciaux (Ruteni Provinciales) ;
- Civitas Cadurcorum : la cité des Cadurques (Cadurci, Quercy, Cahors) ;
- Civitas Rutenorum : la cité des Rutènes (Ruteni, Rouergue, Rodez) ;
- Civitas Lemovicum : la cité des Lémovices (Lemovici, Limousin) ;
- Civitas Arvernorum : la cité des Arvernes (Arverni, Auvergne) ;
- Civitas Biturigum : la cité des Bituriges Cubes (Bituriges Cubii, Berry) ;
- Civitas Vellavorum : la cité des Vellaves (Vellavi, Velay) ;
- Civitas Gabalum : la cité des Gabales (Gabali, Gévaudan).

La cité des Bituriges Vivisques (Bituriges Vivisci) relevait de l'Aquitaine seconde.
À l'effondrement de l'Empire romain d'Occident, l’Aquitaine seconde est conquise en 475 par les Wisigoths du roi Euric, malgré la résistance de Ægidius sur la Loire, et de Ecdicius et Sidoine Apollinaire à Clermont-Ferrand. À la suite de la conquête wisigothique de l'Aquitaine Première en 475, Clermont remplace Bourges en tant que capitale.